# Серчхип (округ)
Серчхип (англ. Serchhip) — округ в индийском штате Мизорам. Образован 15 сентября 1998 года. Административный центр — город Серчхип. Площадь округа — 1422 км². По данным всеиндийской переписи 2001 года население округа составляло 55 539 человек. Уровень грамотности взрослого населения составлял 95,1 %, что значительно выше среднеиндийского уровня (59,5 %). Доля городского населения составляла 48 %.